# Robert Merhottein
Robert Merhottein, connu sous le pseudonyme de Merho, né le 24 octobre 1948 à Anvers, est un dessinateur et scénariste de bande dessinée flamand (Belgique).
Il est l'auteur de la série Fanny et Cie, publiée aux Éditions Standaard. Il est citoyen d'honneur de sa ville natale, Zoersel. Son épouse Ria effectue la mise en couleur de la série. Bien que très populaire en Flandre, Mehro reste méconnu du grand public outre-Quiévrain.

## Biographie
Robert Merhottein naît le 24 octobre 1948 à Anvers. Il grandit en lisant des bandes dessinées comme Bob et Bobette, Piet Pienter en Bert Bibber et Nero, à l'origine de sa vocation et de son futur métier.
Il étudie les arts appliqués dans la section néerlandophone de l'Institut Saint-Luc de Bruxelles, dans les années 1960. Ses premières œuvres, Comi en Dakske et Zoz en Zef, datent de son adolescence. Ses études terminées, il entre au studio Vandersteen où il travaille cinq ans comme assistant sur la série Jerom and Pats destinée au marché allemand. Ensuite, il crée sa propre série, Kiekeboe (plus tard renommée De Kiekeboes, Fanny et Cie ou encore Les Marteaux en français), dans le quotidien Het Laatste Nieuws. En 1983, il reçoit l'Adhémar de bronze, plus haute distinction dans la bande dessinée en Flandre. En 1998, il reçoit le Crayon d'or au Festival de bande dessinée de Middelkerke pour la série Kiekeboe. En 2000, la poste belge dans le cadre de la Bande dessinée sur timbres de Philatélie de la Jeunesse émet un timbre Kiekeboe et publie l'album Merho met le paquet conjointement avec le Centre belge de la bande dessinée. En 2002, il est fait citoyen d'honneur de sa commune de Zoersel et ce à l'occasion du jubilé de Fanny et Cie. Il revient à cette cité balnéaire en 2007 pour laquelle il réalise l'affiche du festival. La même année, il fête les trente ans de sa série phare, à cette occasion, la ville d'Anvers inaugure une fresque murale qui intègre le parcours BD de cette ville. Il se voit décerner le prix Stripvos en 2010 pour l'ensemble de sa carrière. En 2018, paraît le 150e album de la série. Il réalise encore, à l'âge de 72 ans, l'illustration d'un livre écrit par Marc De Coninck relatif à la venue de Laurel et Hardy à Anvers en 1948. En juin 2022, pour le 45e anniversaire de la série De Kiekeboes, une grande exposition est montée à Wenduine. 

### Une production à outrance
Jusqu'au début de 2004, une bande de Kiekeboe paraît quotidiennement dans le quotidien flamand  Het Laatste Nieuws. Kiekeboe est ensuite transféré au journal Gazet van Antwerpen ainsi qu'au Het Belang van Limburg. Tout comme Willy Vandersteen ou Jef Nys, Merho doit tenir un rythme d'enfer pour alimenter quotidiennement le journal avec Peekaboo, à tel point que seuls les artistes flamands peuvent croire qu'il est possible de réaliser quatre albums par an. Depuis 2003, Merho ne s'intéresse plus qu'aux scénarios et aux sketches ; les jeunes dessinateurs Thomas Du Caju et Steve Van Bael se chargent des autres parties de la création. En février 2019, le 152e album de la série paraît, il a pour cadre les mines de charbonnages du Limbourg, une exposition est montée dans ce cadre relatant le making of de l'album. Le 27 décembre 2022, les supports presse de la série décident d'en arrêter la publication.    

### Autres activités
Par ailleurs, Merho est aussi le scénariste de l'adaptation au cinéma de la série De Kiekeboes avec les films Kiekeboe : Het witte bloed (1992) et Misstoestanden (2000), ainsi que créateur de marionnettes et décorateur de spectacles de 1991 à 2000. 
Les membres de la famille De Kiekeboes font l'objet d'expositions, généralement à l'occasion de l'anniversaire de la série ou de leur créateur, elles se tiennent à Hoogstraten, Wenduine, Genk ou encore à Bruxelles.
Selon Danny De Laet, Robert Merhottein voulant renouer avec la grande tradition du récit à la Vandersteen est lui aussi involontairement influencé par Pom à raison. 

### Vie privée
Mehro est marié à Ria Smits, coloriste, ils ont une fille Ine, également coloriste, et deux petits enfants : Mette et Finne. En 2020, il demeure à Brasschaat. Auparavant il a demeuré pendant 20 ans à Schoten. Il séjourne souvent à Wenduine à la côte belge. Il aime le vélo, les dîners, la culture et les voyages.

## Œuvres publiées

### Albums de bande dessinée

#### Kiekeboe
- Merho met le paquet ![3], CBBD - La Poste belge, coll. « Philabédé », 3e trimestre 2000
Scénario et dessin : Merho - Couleurs : quadrichromie - (ISBN 2-930196-14-9),Album contenant une biographie de Merho et des histoires courtes de Kiekeboe. Tirage en langue française limité à 1 575 exemplaires numérotés. Revêtu du timbre Kiekeboe émis par la Poste belge dans le cadre de la Bande dessinée sur timbres de Philatélie de la Jeunesse, avec cachet 1er jour. Format A5.

### Collectifs

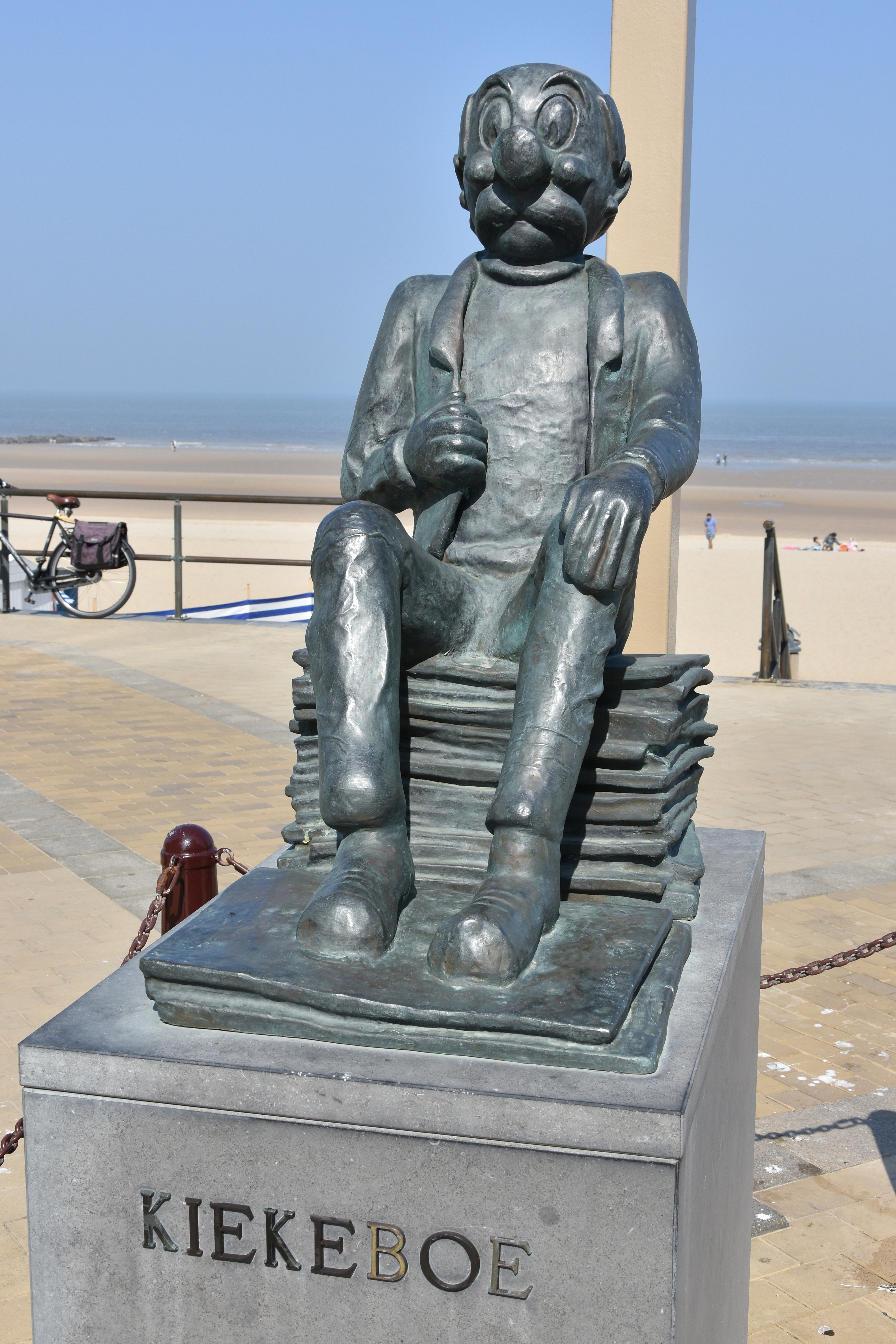
Statue de Marcel Kiekeboe sur la digue de Middelkerke

- Flash Back[22], Comic! Events, août 1995
Scénario : collectif - Dessin : collectif dont Merho - Couleurs : noir et blanc,Ce Flash Back a été réalisé en collaboration avec Bédéciné Illzach et édité à l'occasion du 10e festival BD Coxyde (15 juillet au 6 août 1995) à 1 500 exemplaires numérotés à la main. Rares textes et titres des séries en deux langues : français et flamand. D/1995/6941/06. Format à l'italienne.

### Para-BD
- Mehro a réalisé le visuel d'une carte téléphonique de la Régie des Téléphones et Télégraphes en 1991, un timbre avec la famille De Kiekeboes pour la poste belge en 2000 ainsi qu'un calendrier perpétuel édité par Standaard Uitgeverij en 2003[23].

### Affiche
- 2007 : Festival de bande dessinée de Middelkerke[5].

### Expositions

#### Expositions individuelles
- De Kiekeboes, Centre belge de la bande dessinée, Bruxelles du 28 novembre 2006 au 18 mars 2007[11] ;
- De Kiekeboes, musée communal de Hoogstraten[16] du 28 novembre au 31 août 2007 ;
- De Kiekeboes en de zee[24], Wielingencentrum van Wenduine (Rotonde), Wenduine, du 2 au 31 août 2017 ;
- De Kiekeboes in Limburg[17], C-Mine, Genk, du 1er février 2019 au 8 mars 2019 ;
- De Kiekeboes, Wenduine, été 2022[10].

#### Expositions collectives
- Les Belles Images du Centre belge de la bande dessinée, Centre belge de la bande dessinée, Bruxelles du 9 mars au 3 avril 2015[25].

### Filmographie
- 1992 : Kiekeboe : Het witte bloed[13], scénariste, long métrage de 78 minutes.
- 2000 : Misstoestanden[14], scénariste ;
- 2022 : De Verborgen Schat van de Binkenstad[26], documentaire sur l'imprimerie Proost de Turnhout et de ses murs couverts de personnages de bande dessinée, témoignage.

## Réception

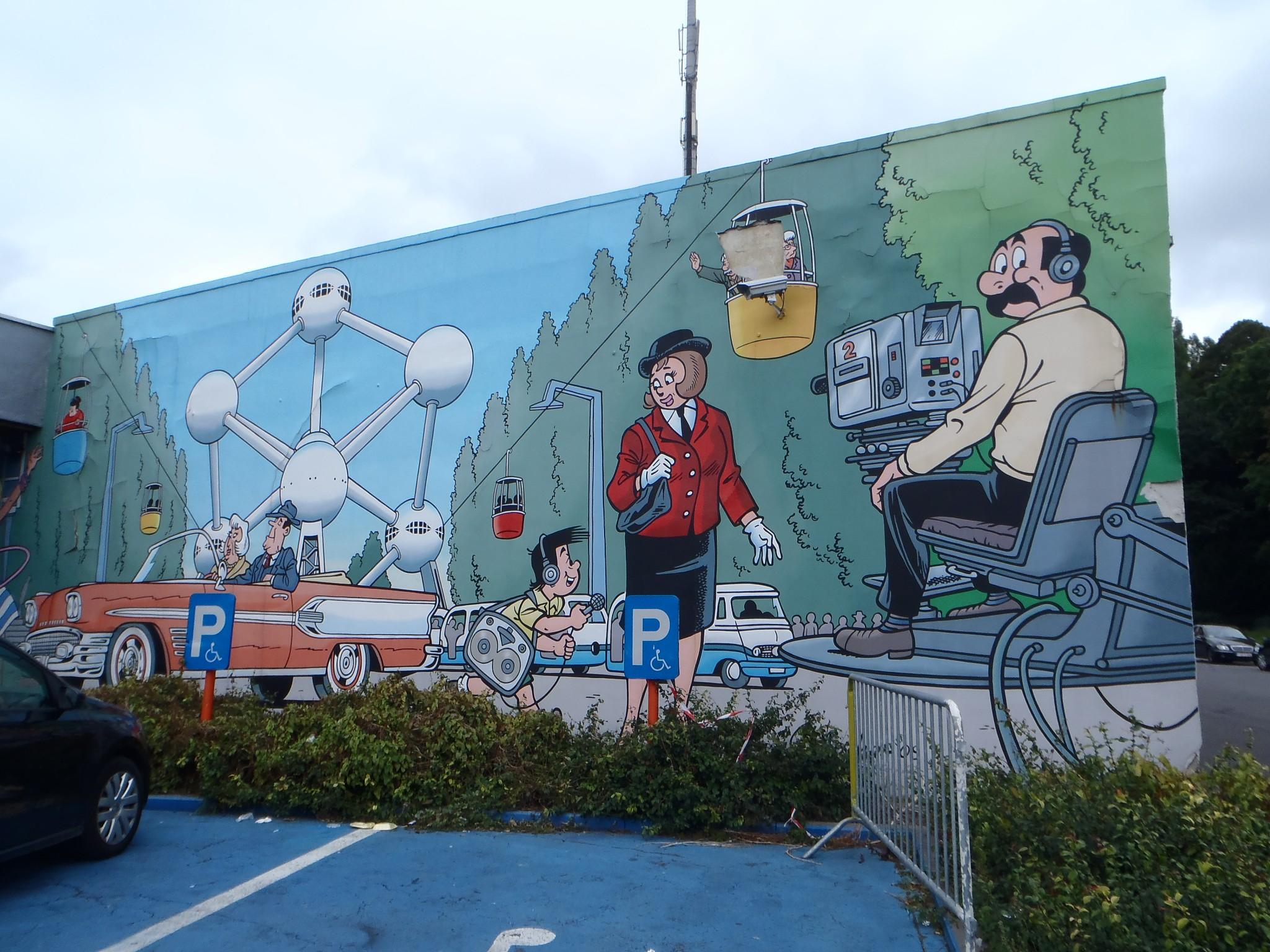
Fresque De Kiekeboes au Heysel (Bruxelles)

### Prix et récompenses
- 1983 :  Adhémar de bronze pour l'ensemble de son œuvre ;
- 1991 :  prix de la meilleure série de bande dessinée flamande décerné par la Chambre flamande des experts en bande dessinée[9] ;
- 1998 :  Crayon d'or au Festival de bande dessinée de Middelkerke à Middelkerke pour la série Kiekeboe[2]
- 2002 :  Citoyen d'honneur de Zoersel[4] ;
- 2010 :  prix Stripvos (nl) décerné par la guilde flamande indépendante de la bande dessinée pour l'ensemble de sa carrière[7].

### Postérité

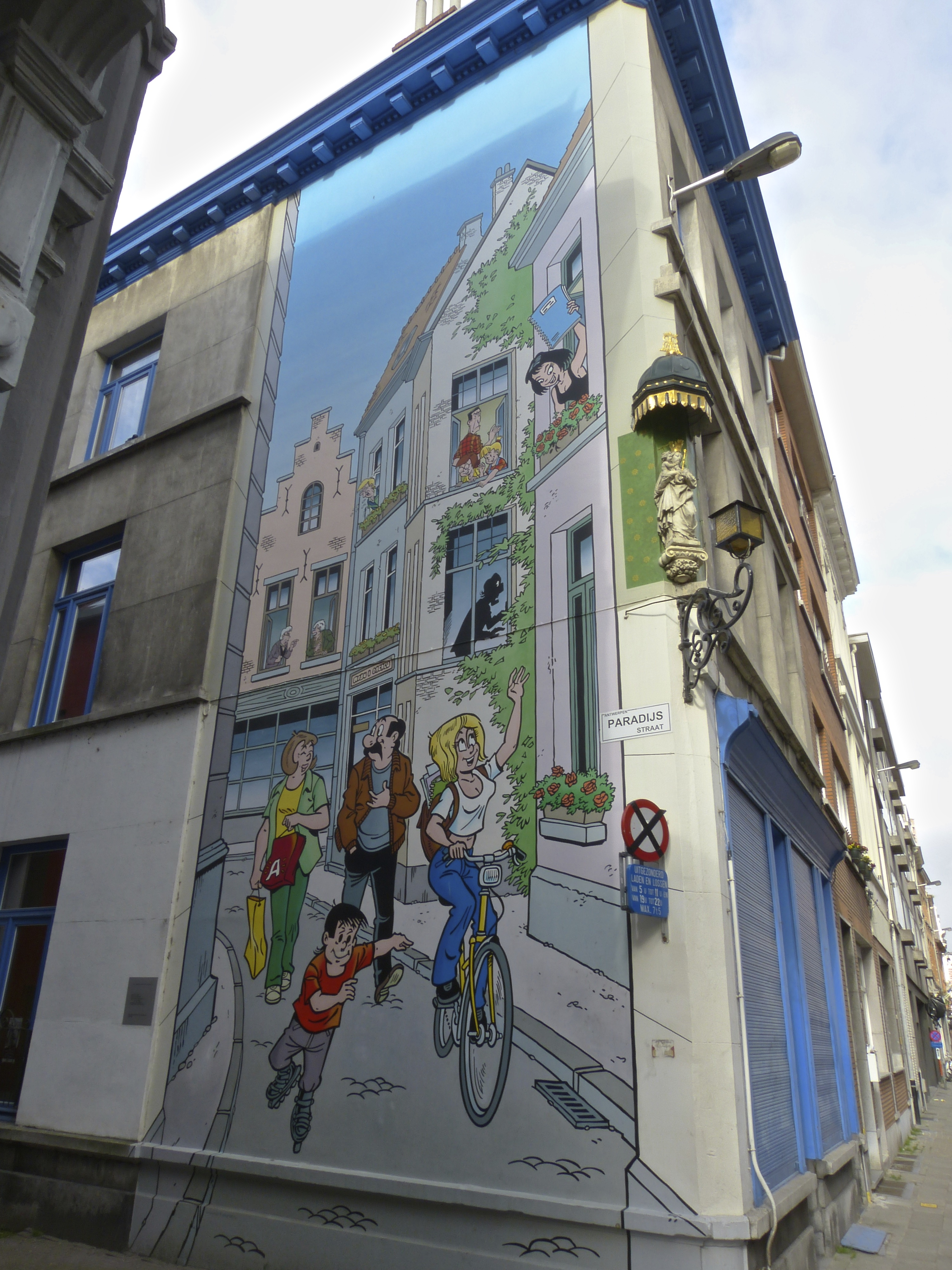
Fresque murale De Kiekeboes à Anvers

En 1999, Luc Madou sculpte une statue représentant Marcel Kiekeboe, elle est placée sur la digue de Middelkerke. Huit ans plus tard, Fanny a également droit à sa statue, celle-ci sculptée par Josyanne Vanhoutte. En mai de la même année, une nouvelle fresque murale intègre le parcours BD, peinte en trompe-l'œil, située Paradijsstraat à Anvers, au cœur du quartier universitaire, elle représente la famille De Kiekeboes qui déambule dans la rue du paradis. Elle est créée à l'initiative de Linda Torfs et Johan Bijttebier,. Le 26 août Marcel reçoit une autre statue, mais cette fois à Zoersel, sculptée par l'artiste Valeir Peirsman. En avril 2009 
la fresque nouvelle du parcours BD de Bruxelles est inaugurée à l'initiative de la région de Bruxelles-Capitale. Elle est située sur le plateau du Heysel, au croisement de l'avenue du gros Tilleul et de l'avenue de Madrid à Laeken (Bruxelles) où elle décore le théâtre américain, bâtiment emblématique de l'Expo 58. Elle couvre approximativement une superficie de 81 m2 et représente la joyeuse famille dans un décor typique de l'exposition universelle. La réalisation en est confiée à Georges Oreopoulos, D. Vandegeerde, A. Ardila Aguirre et R. Kuleczko d'Art Mural. Le 5 octobre 2012, De Kiekeboes voit la création, dans le cadre de leur route locale de la bande dessinée, d'une autre fresque, située à l'angle de la Draaiboomstraat et Kwakkelstraat à Turnhout. Elle est constituée de 8 panneaux consécutifs, placés en hauteur et forment un comic strip qui représente l'univers de l'auteur. Elle couvre une superficie de 20 m2 et dont la réalisation est confiée à nouveau à l'association Art mural,. Et enfin, le 13 août 2018, une autre peinture murale est inaugurée au 58 de la Duinenlaan à Westende, sa création est relative à la célébration du 70e anniversaire de son créateur qui a représenté les principaux centre d'intérêts du village à savoir la sculpture Olnetop de l'artiste Nick Ervinck ainsi que La Rotonde avec la famille De Kiekeboes prenant une collation sur la plage. Elle fait partie de la route de la bande dessinée de Middelkerke,.

### Hommages

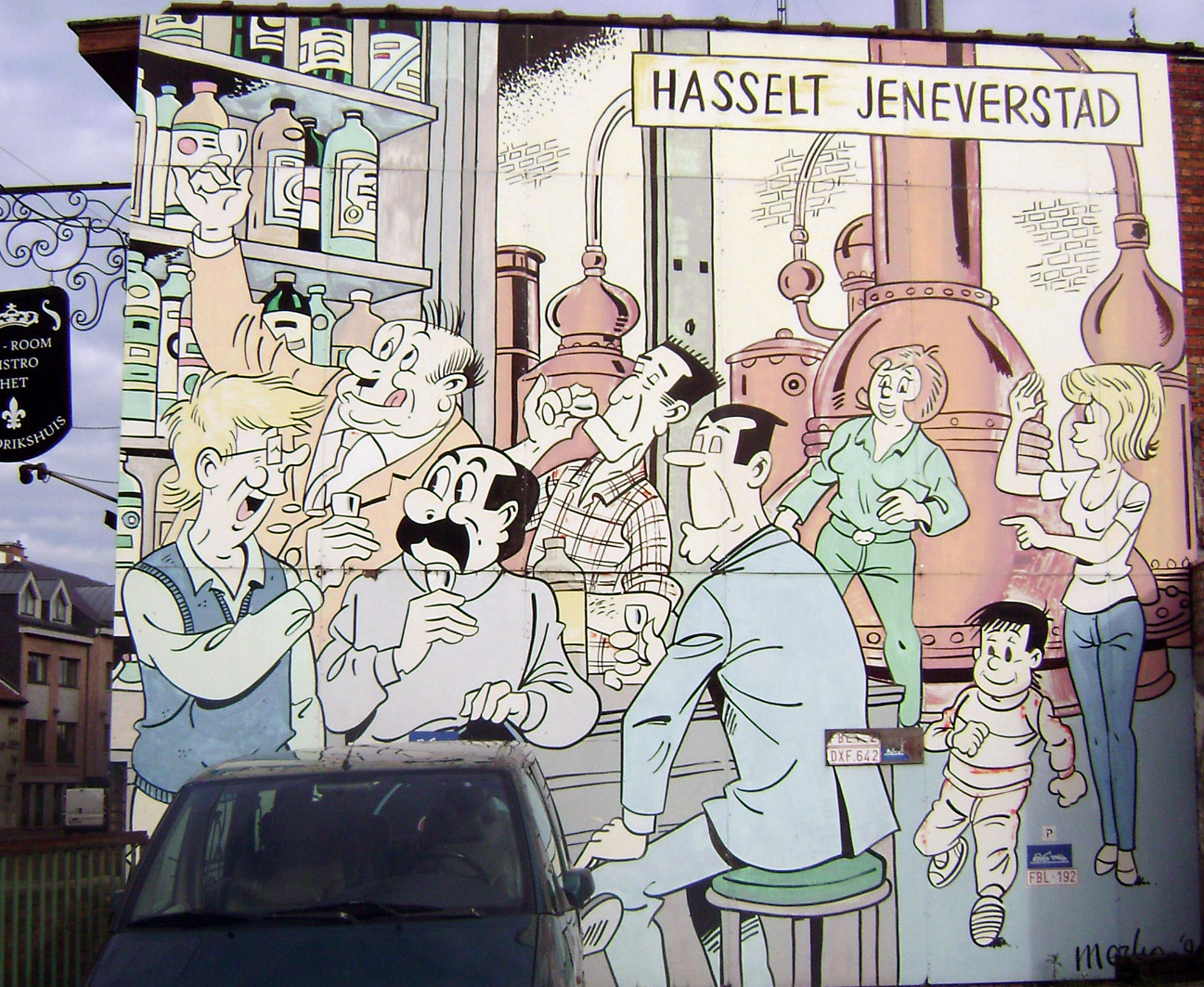
fresque murale De Kiekeboes à Hasselt

En 1983, Marc Sleen exécute sa caricature à l'occasion de l'octroi de l'Adhémar de bronze, quant à Hec Leemans, il lui donne ses traits au personnage du comédien Merhottini dans l'épisode Rita sur les planches de la série Bakelandt en 1988, Paul Geerts fait faire une apparition à Merho et Marcel Kiekeboe dans le 219e tome de Bob et Bobette intitulée Le Miroir mirage en 1989 et Dirk Stallaert réalise un caméo dans l'album Le Grand Dragon de sa série Nino en 1994.